# Laure/Emmelle
Laure è un singolo split della scrittrice thailandese Emmanuelle Arsan e di Franco Micalizzi e la sua Orchestra, pubblicato nel 1975 come estratto dall'album Laure (Colonna sonora originale del film), contenente la colonna sonora del film omonimo.

## Descrizione
Il singolo contiene due temi, Laure ed Emmelle, composti da Franco Micalizzi per la colonna sonora del film Laure, diretto da Louis-Jacques Rollet-Andriane e Roberto D'Ettorre Piazzoli e distribuito nel 1976.
Il brano Laure è cantato dalla stessa Emmanuelle Arsan, scrittrice thailandese nota per il suo celeberrimo romanzo erotica Emmanuelle, che recita nel film Lare accanto all'attrice francese Annie Belle. Il testo della canzone è stato scritto dalla stessa Arsan. Sul lato B del disco il tema Emmelle viene eseguito da Franco Micalizzi e la sua Orchestra.
Il disco è stato distribuito in formato 7" a livello internazionale. Nel 1975 la Ricordi International lo ha distribuito in Italia, mentre la RCA Victor lo ha distribuito lo stesso anno in Canada, Germania e Portogallo e nel 1976 la RCA in Giappone.

## Tracce
1. Emmanuelle Arsan – Laure – 5:09 (testo: Emmanuelle Arsan – musica: Franco Micalizzi)
2. Franco Micalizzi e la sua Orchestra – Emmelle – 4:22 (musica: Franco Micalizzi)

Durata totale: 9:31

## Crediti
- Franco Micalizzi - direzione d'orchestra
- Emmanuelle Arsan - voce (nel brano Laure)
- Baba Yaga - cori
- Tony Esposito - percussioni
- Enrico Pieranunzi - pianoforte
- Roberto Davini - voce

## Edizioni
- 1975 - Laure/Emmelle (Ricordi International, SIR 20192, 7", Italia)
- 1975 - Laure/Emmelle (RCA Victor, PB-50116, 7", Canada)
- 1975 - Laure/Emmelle (RCA Victorl, PPBO - 7020, 26.11343, 7", Germania)
- 1975 - Laure/Emmelle (RCA Victorl, PPBO 7020, 7", Portogallo)
- 1976 - Laure/Emmelle (RCA, SS-3031, 7", Giappone)